# All This Useless Beauty
Albums de Elvis Costello and the Attractions
Jake's Progress
(1995) Costello and Nieve
(1996)
All This Useless Beauty est un album d'Elvis Costello and the Attractions le 14 mai 1996. Il devait à l'origine comprendre des interprétations par Elvis de chansons qu'il avait écrit pour d'autres artistes ("The Other End of the Telescope", par exemple, coécrite et d'abord enregistrée par Aimee Mann). Cependant, le concept fut abandonné.

## Liste des pistes

### Album d'origine
| No  | Titre                          | Auteur                     | Durée |
| --- | ------------------------------ | -------------------------- | ----- |
| 1.  | The Other End of the Telescope | Elvis Costello, Aimee Mann | 4:06  |
| 2.  | Little Atoms                   | Declan MacManus            | 3:58  |
| 3.  | All This Useless Beauty        | Costello                   | 4:39  |
| 4.  | Complicated Shadows            | Costello                   | 4:43  |
| 5.  | Why Can't a Man Stand Alone?   | Costello                   | 3:14  |
| 6.  | Distorted Angel                | MacManus                   | 4:31  |
| 7.  | Shallow Grave                  | MacManus, Paul McCartney   | 2:07  |
| 8.  | Poor Fractured Atlas           | Costello                   | 4:02  |
| 9.  | Starting to Come to Me         | MacManus                   | 2:43  |
| 10. | You Bowed Down                 | Costello                   | 4:55  |
| 11. | It's Time                      | Costello                   | 6:00  |
| 12. | I Want to Vanish               | Costello                   | 3:16  |

### Pistes supplémentaires (réédition Rhino Records de 2001)
| No  | Titre                                      | Auteur              | Durée |
| --- | ------------------------------------------ | ------------------- | ----- |
| 13. | Almost Ideal Eyes                          |                     | 4:23  |
| 14. | My Dark Life (avec Brian Eno)              |                     | 6:25  |
| 15. | That Day is Done (avec The Fairfield Four) | MacManus, McCartney | 5:11  |
| 16. | What Do I Do Now?                          | Louise Wener        | 4:29  |
| 17. | The Bridge I Burned                        |                     | 5:23  |
| 18. | It's Time (Demo)                           |                     | 4:00  |
| 19. | Complicated Shadows (Demo)                 |                     | 2:27  |
| 20. | You Bowed Down (Demo)                      |                     | 4:21  |
| 21. | Mistress and Maid (Demo)                   | MacManus, McCartney | 2:20  |
| 22. | Distorted Angel (Demo)                     | MacManus            | 2:33  |
| 23. | World's Greatest Optimist (Demo)           | Costello, Mann      | 2:34  |
| 24. | The Only Flame in Town (Demo)              |                     | 4:14  |
| 25. | The Comedians (Demo)                       |                     | 3:09  |
| 26. | The Days Take Care of Everything (Demo)    |                     | 4:00  |
| 27. | Hidden Shame (Demo)                        |                     | 3:59  |
| 28. | Why Can't a Man Stand Alone? (Demo)        |                     | 3:01  |
| 29. | Distorted Angel (Tricky Remix)             | MacManus            | 5:35  |

- Cette réédition place l'album original et l'intégralité des pistes bonus sur deux disques séparés.

## Personnel
- Elvis Costello - Chant ; Guitare ; guitare basse ; claviers
- Steve Nieve - Piano ; claviers
- Pete Thomas - Batterie ; percussions; guitare
- Bruce Thomas - Guitare basse
- The Brosky Quartet
  - Ian Belton - Violon
  - Paul Cassidy - Alto
  - Jacqueline Thomas - Violoncelle
  - Michael Thomas - Violon
- Ruth Causey - Clarinette
- Peter Whyman - Clarinette basse
- Roy Babbington - Contrebasse